# August Flinker
August Flinker (* 4. September 1853 in Freren im Emsland, Königreich Hannover; † 19. März 1908 in New York City) war ein deutscher Landschaftsmaler der Düsseldorfer Schule.

## Leben
Flinker, Sohn einer Frerener Kaufmannsfamilie, hatte die höhere Handelsschule besucht und viele Jahre als Kaufmann in Bremen gearbeitet, ehe er 1879 nach Düsseldorf übersiedelte, wo er bis 1880 Schüler des Landschaftsmalers Fritz Ebel war. 1880 debütierte er mit einer Landschaft auf der IV. Allgemeinen Deutschen Kunstausstellung in Düsseldorf. In den 1880er Jahren folgten Beteiligungen an Ausstellungen des Kunstvereins für die Rheinlande und Westfalen. Von 1885 bis 1890 war er Mitglied des Künstlervereins Malkasten in Düsseldorf. Mit dem Maler Franz Thöne und dem Maler und späteren Bildhauer Gustav Rutz, mit denen er sich im Atelier von Julius Geertz angefreundet hatte, unternahm er einige Studienreisen. 1890 wanderte er in die Vereinigten Staaten aus. Dort starb er im Alter von 54 Jahren. Seiner Heimatgemeinde, die er nach der Jahrhundertwende noch einmal besucht hatte, hinterließ er ein stattliches Vermögen von 42.000 Mark.
Flinker malte sorgfältig durchkomponierte Landschaften, bevorzugt stimmungsvolle Waldansichten, oft bereichert durch Gewässer oder Staffagefiguren. Einen Schwerpunkt bilden topografisch nicht genau zuzuordnende, schlichte Darstellungen von Waldwegen oder -lichtungen, auf denen sowohl die verschiedenen Baumarten als auch der Lichteinfall differenziert wiedergegeben sind. Die meisten der heute bekannten, erhaltenen Werke befinden sich in emsländischem Privatbesitz.